# 金星祈祷所
金星祈祷所，位于北京市大兴区西红门镇金星村，隶属天主教北京教区。

## 简介
2010年，北京教区石景山堂区在主任司铎郭文武的领导下，创建了金星、西红门、亦庄三个祈祷所，均隶属石景山堂区。其中，金星祈祷所是在北京做面包生意的一位山东籍张姓男教友的厂房四楼，由其无偿提供给教会使用，此处可容二百多人同时参加弥撒；西红门祈祷所在。2012年6月24日，北京教区城南三个祈祷所金星祈祷所、亦庄祈祷所和西红门祈祷所迎来成立两周年庆典，北京教区李山主教来到金星祈祷所主持了大礼弥撒。2012年，郭文武神父在西红门祈祷所成立了“爱心小组”。同年，爱心小组的教友开始到北京万明医院慰问病患，北京万明医院特地加挂了“天主教西红门祈祷所爱心基地”匾。2015年6月，是西红门、金星、亦庄祈祷所成立5周年，石景山堂区本堂郭文武神父倡导并实施了所辖四个祈祷所（石景山、西红门、金星、亦庄祈祷所）同步举办的“圣经家庭传递”活动，活动从2014年7月1日开始，到2015年6月30日结束。
2013年，北京教区为照顾患病的孙建平神父，将他从平谷祈祷所调往西红门祈祷所任职。西红门祈祷所教友100多人，教友活跃，组织健全。2016年，金星、西红门、宋庄祈祷所脱离石景山堂区，成立为金星堂区，孙建平神父任主任司铎。2016年5月，本堂孙建平神父率领北京教区金星堂区朝圣团访问天主教济南教区，参观了济南洪家楼主教座堂及济南辛甸圣安德肋堂，这是金星堂区自成立后首次组织朝圣团到其他教区访问。2017年时，金星祈祷所位于金星路口北行350米乐活无界购物广场2楼，西红门祈祷所位于西红门镇宏康路8号白色楼3层，宋庄祈祷所位于黄村镇永华路宋庄村。

## 主任司铎
1. 孙建平神父（2016年3月—，金星、西红门、宋庄祈祷所主任司铎）[5]